# Ferdinand Piëch
Ferdinand Karl Piëch (Viena, 17 de abril de 1937 – Rosenheim, 25 de agosto de 2019) foi um engenheiro mecânico e diretor de empresa austríaco. Era neto de Ferdinand Porsche, filho de Louise Porsche Piëch e sobrinho de Ferry Porsche. Assim como outros membros das famílias Piëch e Porsche, Ferdinand era acionista da Porsche.
Piëch se graduou na ETH Zurich em 1962 com formação em engenharia mecânica, tendo escrito tese de mestrado sobre o desenvolvimento de um motor de Fórmula 1. Ao mesmo tempo, Porsche estava envolvido com a F1 e desenvolveu um motor de 8-cilindros para o Porsche 804.
Piëch foi o ganhador do prêmio "Carro Executivo do Século" em 18 de dezembro de 1999, em Las Vegas.
Morreu no dia 26 de agosto de 2019, aos 82 anos no hospital de Rosenheim, onde já estava internado.